# Marry Me (St. Vincent)
Marry Me è il primo album discografico della cantautrice statunitense St. Vincent, pubblicato nel luglio 2007 dalla Beggars Banquet Records negli Stati Uniti.

## Tracce
1. Now, Now – 4:25
2. Jesus Saves, I Spend – 3:56
3. Your Lips Are Red – 4:41
4. Marry Me – 4:41
5. Paris is Burning – 4:20
6. All My Stars Aligned – 3:47
7. The Apocalypse Song – 3:47
8. We Put a Pearl in the Ground – 1:10
9. Landmines – 5:07
10. Human Racing – 3:48
11. What Me Worry? – 3:56